# 彩花ゆめ
彩花 ゆめ（あやか ゆめ、1987年12月22日 - ）は、日本の元AV女優。
身長：167cm、スリーサイズ：B 86cm W 56cm H 87cm。血液型O型
趣味：ネイルアート。
東京都出身。プライムエージェンシー所属。

## 略歴
- 2007年5月に『初撮り×痴モデル』でh.m.p専属女優としてAVデビュー。
- 2007年11月に桃太郎映像出版に移籍し『B☆J Super Digital Mosaic』でセルデビュー。
- 2010年8月15日付の公式ブログで、引退を発表。

## 作品

### アダルトビデオ
2007年
- 初撮り×痴モデル (5月25日、h.m.p)
- 痴女なのにメロメロ絶頂 (6月25日、h.m.p)
- gal野外絶頂★イキまくり! (7月25日、h.m.p)
- ギャル姫・エロエロ犯りまくり! (8月25日、h.m.p)
- ゆめの凄テク★泡プロ (9月21日、h.m.p)
- B☆J Super Digital Mosaic (11月7日、桃太郎映像出版)
- Super Digital Mosaic OIL!!OIL!!OIL!! (12月19日、桃太郎映像出版)

2008年
- 3★P スーパーデジタルモザイク (1月7日、桃太郎映像出版)
- 姫ぎゃる痴女スタイル (2月5日、ワープエンタテインメント)
- 巨乳が寝てる間に… たっぷり揉んだら、仕上げに挿入!! (2月15日、ワープエンタテインメント)オムニバス作品
- 初☆生中出し スーパーデジタルモザイク (2月19日、桃太郎映像出版)
- ザ・ギャルナン・ゲット! 42 (2月21日、グローリークエスト)
- 4FUCK中出しMIX スーパーデジタルモザイク (3月7日、桃太郎映像出版)
- CHARISMA☆MODEL特別編 鬼イカセ大乱交 (3月19日、kira☆kira)
- 東京GalsベロCity 15 (3月19日、ドリームチケット)
- 東京モータークイーン 2 (4月15日、イマージュ)
- sex appeal 04 ROCK STYLE (4月25日、Groove Girls)
- 卑猥語GAL (5月13日、アロマ企画)…他出演:あおば
- WILD BODY FETISH Ver.1.0 (5月15日、イマージュ)
- hot chocolate 18 (5月23日、デジタルアーク)
- 学園生活の中のま○こいじり (5月25日、アロマ企画)
- GAL’Z O’MANKO (6月1日、ワンズファクトリー)
- 泥酔渋谷ギャル軍団とハーレム合コン! (6月5日、GARCON)
- 淫乱スタイルGALS☆乱交病棟 (6月19日、kira☆kira)
- これが噂のギャルナース強制勃起病棟 (6月19日、ナチュラルハイ)
- 接吻や乳首を舐められながら手コキされた僕。 3 (7月1日、ワンズファクトリー)オムニバス作品
- 極嬢GIRLS (7月19日、イエロー)
- スーパーギャル彩花ゆめ これで見納めDX完全収録BEST4時間 (7月19日、桃太郎映像出版)
- 手コキでベロちゅ～3 (7月19日、イエロー)オムニバス作品
- FELLATIO FESTIVAL 10 (8月1日、アイデアポケット)オムニバス作品
- 渋谷で見つけた超カワイイギャルを徹底尾行・プライバシーを侵害してハメる!! (8月7日、GARCON)
- 官能小説朗読オナニ～ 3 (8月19日、イエロー)オムニバス作品
- 酔っ払ったお姉さんにセンズリ見せたら興奮しちゃって…?!! (9月5日、OFFICE K'S)オムニバス作品
- スーパーギャル彩花ゆめ これで見納めDX完全収録BEST4時間 2 (9月7日、桃太郎映像出版)
- 渋谷ギャルハメ伝説・外伝 彩花ゆめ Fuck On The Beach (9月19日、映天)
- マイクロビキニダンス (10月3日、OFFICE K'S)オムニバス作品
- 黒ギャルしか愛せない。 (10月23日、ソフトオンデマンド)オムニバス作品
- ギャル尻 (10月28日、実録出版)
- 雌女anthology ＃063 「女の口は嘘をつく。」 (11月7日、アウダースジャパン)
- 強制レイプマニアックス 18 (11月14日 メディアバンク)オムニバス作品
- kira☆kira フェラチオ学園祭 (11月19日 kira☆kira)オムニバス作品
- HOTCHOCOLATE AV GRAND PRIX 2009 LIMITED (11月22日、デジタルアーク)※AVグランプリ2009 エントリー作品
- MICRO BIKINI OILY BEACH DANCE (11月22日、虎堂) ※AVグランプリ2009 エントリー作品
- GAL’S BiKiNi HiPS (12月5日、映天)
- 巨乳黒ギャルレズ責め乱交集団人妻痴女 (12月19日、クロス)

2009年
- FELLATIO FESTIVAL 12 (1月1日、アイデアポケット)オムニバス作品
- 渋谷ギャル列伝 SUPER黒尻コキ ver. Vol.2 (1月16日、映天)
- The gal's NIGHT 裏プチアゲPARTY (2月5日、グローリークエスト)オムニバス作品
- 黒ギャルの喘ぐイキ顔 (2月6日、映天)オムニバス作品
- kira☆kiraフェラチオ学園祭-女教師編 Vol.1- (2月19日、kira☆kira)オムニバス作品
- 黒ギャル猥褻レズビアン盗撮 (2月25日、竜宮城/妄想族)オムニバス作品
- グラビア美少女に催眠治療&猥褻オイルマッサージ (2月25日、竜宮城/妄想族)オムニバス作品
- GOD presents VIP STAR STAGE 3 (4月10日、クリスタル映像)
- 黒ギャルレズ姉妹 (4月17日、虎堂)
- ギャル援交 (5月8日、ビッグモーカル)オムニバス作品
- 女子校生拉致監禁 (5月8日、ビッグモーカル)オムニバス作品
- ♀-age嬢 2pac.01  (5月15日、GLAY'z)
- 街角ナンパ ハメちゃうギャルは誰だ!? (6月4日、アイエナジー)
- 黒ギャル痴女姉妹 (7月17日、虎堂)
- キャバ嬢 Gorgeous After (9月25日、ビッグモーカル)
- Vampire Lemonade Di3 LIMITED EDITION 001 (8月13日、デジタルアーク)
- ギャルの素顔～カリスマモデルはすっぴん天使 (7月19日、AV難民)
- 生中出し女子校生4時間 7 (5月22日、メディアステーション)オムニバス作品
- くすぐり電マアクメ (5月22日、OFFICE K'S)オムニバス作品
- スペレズお掃除フェラ (6月5日、OFFICE K'S)オムニバス作品
- Erotic Diamond Di3 LIMITED EDITION 001 YumeAyaka/SarinaTubaki (10月25日、デジタルアーク)

### イメージビデオ
- INAZUMA GIRLS COLLECTION VOL.2（2008年12月5日、INAZUMA）